# Fruchthalle (Kaiserslautern)
Die Fruchthalle in Kaiserslautern wurde zwischen 1843 und 1846 nach Plänen von August von Voit im Stil der Neorenaissance nach Vorbild der italienischen Frührenaissance erbaut. Für den Ausbau des großen Saals war als Mitarbeiter Voits der Architekt Ferdinand Jodl verantwortlich.

## Lage
Unterhalb des Gebäudes befand sich ursprünglich Sumpfgebiet, deshalb steht die Fruchthalle auf mehreren Pfeilern. Der langgestreckte, dreigeschossige Bau liegt heute auf einer Verkehrsinsel im Stadtinnern.

## Geschichte und Funktion
Sie diente zunächst als Markthalle für Getreide („Frucht“), 1849 war der Bau Sitz der pfälzischen Revolutionsregierung. Nach mehreren Umbauten im Inneren wird die Fruchthalle heute als städtische Veranstaltungshalle für Konzerte und andere kulturelle Angebote genutzt. Sie gilt als Baudenkmal von außergewöhnlichem Rang.
Stilistisch erinnert er an die Palazzi der florentinischen Frührenaissance. Die Fassade ist durch waagerechte Sandsteinbänder und stockweise unterschiedliche Fensterformen gegliedert. Das weit vorkragende, flach geneigte Walmdach ist mit Schiefer gedeckt.
An der Südostecke befindet sich ein Stadtwappen des Kaiserslauterer Bildhauers Adolf Bernd (1934), neben der Südwestecke ein Kriegerdenkmal für die im Ersten Weltkrieg Gefallenen des 23. Königlich-Bayerischen Infanterieregiments (Bildhauer Sepp Mages, Architekten Fritz und Hans Seeberger, 1931). Der Brunnen vor der Westfassade stand ursprünglich am Fackelrondell (vor dem ehemaligen Kaufhaus Karstadt) und wurde 1975 hierher versetzt.
Im Obergeschoss befindet sich seit dem Umbau von 1891 ein fünfschiffiger Festsaal, der sich über zwei Stockwerke erstreckt, mit tonnengewölbter Kassettendecke; die umlaufende Galerie hat eine hölzerne Brüstung. Der plastische Schmuck und insbesondere die gründerzeitliche Farbgebung mit Grau und Gold wurden bei der Restaurierung 2005/2006 wiederhergestellt.